# Opoziční smlouva
Opoziční smlouva (plným názvem Smlouva o vytvoření stabilního politického prostředí v České republice uzavřená mezi Českou stranou sociálně demokratickou a Občanskou demokratickou stranou) je označení dohody o spolupráci mezi ČSSD a ODS, která umožnila menšinovou vládu Miloše Zemana v letech 1998–2002.
Smlouva řešila patovou situaci po předčasných sněmovních volbách v roce 1998, kdy vítězná ČSSD ani druhá ODS nebyly schopny získat většinu v parlamentu. Středové koalici ČSSD s KDU-ČSL a US zabránila i přes štědré nabídky od sociální demokracie (předseda lidovců Josef Lux jako premiér, Zeman jako předseda Sněmovny) vidina koalice středopravých aktérů s ODS společně s problémy středopravice s osobou Miloše Zemana. Pravicovou koalici zase znemožnily antipatie jejích vedoucích představitelů. Proto se ODS a ČSSD nakonec rozhodly k tomuto nečekanému kroku.
Aktéry opoziční smlouvy byli tehdejší předsedové obou stran Václav Klaus (ODS) a Miloš Zeman (ČSSD). Smlouva zaručila podporu po celé funkční období 1998–2002. Smlouva byla později doplněna tzv. Tolerančním patentem z 26. ledna 2000, který umožnil dohodu ohledně přijetí státního rozpočtu a vyústil ve změnu volebního systému do Poslanecké sněmovny.

## Pozadí uzavření spolupráce
Předčasným volbám do Poslanecké sněmovny Parlamentu České republiky roku 1998 předcházela úřednická vláda Josefa Tošovského. Tu prezident Václav Havel jmenoval po rozpadu koalice ODS, KDU-ČSL a ODA v roce 1997. MF DNES odhalila existenci tajných švýcarských kont, ze kterých docházelo k nelegálnímu financování ODS. Tehdejší místopředsedové ODS Jan Ruml a Ivan Pilip vystoupili s požadavkem na odstoupení Václava Klause z vedení ODS. Ten byl v té době na návštěvě v Sarajevu, proto se této události říká tzv. „Sarajevský atentát“. Klausovi odpůrci byli donuceni k odchodu z ODS a založili si vlastní stranu – Unii svobody (US).

## Cíle opoziční smlouvy
Volby přinesly v polovině června toho roku následující výsledky: ČSSD (předseda Miloš Zeman) 32,3 % a 74 mandátů ve dvousetčlenné sněmovně, ODS (předseda Václav Klaus) 27,7 % a 63 mandátů, KSČM (předseda Miroslav Grebeníček) 11 % a 24 křesel, KDU-ČSL (předseda Josef Lux) 9 % a 20 mandátů, Unie svobody (předseda Jan Ruml) 8,6 % a 19 mandátů. Zeman se jako předseda vítězné ČSSD zprvu snažil o vytvoření koalice s US a KDU-ČSL, Josefovi Luxovi dokonce nabídnul křeslo premiéra, utvoření této centristické koalice s těmito dvěma menšími pravostředovými stranami (teoreticky většina 113 křesel z 200) však bránila nepřijatelnost osoby sociálnědemokratického lídra Miloše Zemana v očích obou potenciálních partnerů. Vidina pravicové koalice ODS a dalších středopravých stran byla také faktorem. Tuto pravicovou koalici (teoreticky 102 křesel z 200) však zase zhatily vážné osobní rozpory mezi vůdci pravicových stran.
K jistému překvapení českých i zahraničních pozorovatelů se pak na počátku července 1998 dohodly na spolupráci ČSSD a ODS, ačkoli se před volbami prezentovaly jako ostří rivalové a jejich užší spolupráce se zdála vyloučená. V jejich očích se vyčerpaly všechny přirozené možnosti koaličních jednání, proto se rozhodly k takto překvapivému kroku.
Vzhledem k povolebnímu rozložení sil zvolili její signatáři nestandardní řešení – smlouvu mezi vládní a opoziční stranou, že vládě nevysloví nedůvěru. Strany se v rámci opoziční smlouvy zavázaly:
- respektovat právo vítězné strany sestavit vládu a formalizovaly postup pro realizaci tohoto respektu (opuštěním poslaneckých lavic při hlasování o důvěře)
- respektovat právo poražené strany být vládě opozicí
- respektovat právo opoziční strany obsadit místa předsedů obou komor Parlamentu ČR
- respektovat právo opoziční strany na obsazení míst vedoucích kontrolních orgánů, ve smlouvě jmenovaných
- nevyvolat v průběhu volebního období PS hlasování o nedůvěře vládě ani takové hlasování nepodpořit
- předložit takový návrh Ústavy a souvisejících zákonů, které by posílily význam výsledků soutěže politických stran
- konzultovat způsob řešení zahraničně-politických a vnitropolitických otázek před jejich projednáváním v Parlamentu ČR, s přednostním zřetelem na stabilitu, prosperitu a postavení České republiky ve světě
- neúčastnit se jednání a dohod s třetími stranami, vedoucími k oslabení pozic dle opoziční smlouvy

## Signatáři
Smlouvu podepsali v Praze 9. července 1998 v pěti vyhotoveních:
| Za Českou stranu sociálně demokratickou: - předseda Miloš Zeman - místopředsedkyně Petra Buzková - předseda poslaneckého klubu Stanislav Gross - místopředseda Vladislav Schrom - místopředseda Ivo Svoboda - místopředseda Zdeněk Škromach - statutární místopředseda Vladimír Špidla - předseda senátorského klubu Zdeněk Vojíř | Za Občanskou demokratickou stranu: - předseda Václav Klaus - místopředseda Miroslav Beneš - místopředsedkyně Libuše Benešová - předseda senátorského klubu Milan Kondr - místopředseda Ivan Langer - místopředseda Miroslav Macek - předseda poslaneckého klubu Vlastimil Tlustý |

## Citáty
| „                                         | Já jsem byl aktivním účastníkem řešení volebních výsledků v roce 1996 i 1998 a nakonec i 2002. Pořád někdo démonizuje, a já nevím proč, takzvanou opoziční smlouvu, což byl fakticky jen sexy název. To byla pouze politická smlouva, jakých se v politické realitě uzavírají na celém světě desítky. Zapomíná se na to, že první opoziční smlouva byla podepsána v roce 1996. Já jsem u toho seděl a tahal jsem za jiný konec provazu než o dva roky později. Tehdejší koalice získala ve volbách 99 mandátů a o pár místností vedle jsme s Milošem Zemanem uzavírali opoziční smlouvu za přítomnosti Václava Havla, který ji fakticky nadiktoval. Zeman dostal křeslo předsedy Poslanecké sněmovny. Nechápu, jak na to někdo pozapomněl už v roce 1998 a zapomíná na to do dneška. Rozdíl byl jenom jediný. V roce 1996 byla tato opoziční smlouva dělána se souhlasem a z iniciativy prezidenta a ve druhém případě to vzniklo za zády prezidenta. Jinak v tom nebyl žádný jiný rozdíl. Dehonestace té druhé chvíle a zamlčování té první je také takovou smutnou historií. | “ |
| — Prezident Václav Klaus pro týdeník Euro | |   |

| „                                                                | Opoziční smlouva poškodila českou politiku fatálně, na tom se s Václavem Klausem v subjektivních názorech samozřejmě neshodneme. Jeden fakt je ale zcela objektivní- v tomto období začala na obchodech se státem zázračně bohatnout do té doby málo známá společnost Agrofert. | “ |
| — Bývalý politik Ivan Pilip pro zpravodajský server 24zprávy.com | |   |

## Kritika
Řada kritiků opoziční smlouvu označovala za koaliční smlouvu, protože ODS se v ní vzdávala práva na vyslovení nedůvěry vládě a spolupráce s ostatními politickými stranami, bez kterých nemohla plnit funkci opozice. Smlouva mezi do té doby nesmiřitelnými rivaly a podpora menšinové vládě ČSSD, kterou ODS před volbami výslovně vyloučila, byla také vnímána jako podvod na voličích a zráta rozdílu mezi levicí a pravicí. Nejznámější iniciativou proti výsledné politice bylo Děkujeme, odejděte! vyzývající k obměně vrcholných politiků. V opoziční smlouvě je také shledáván počátek úpadku dominantního postavení obou politických stran.
Spolupráce ČSSD a ODS byla kritizována také pro snahu o oslabení menších stran a změnu volebního systému, který byl pokusem o změnu politického systému na většinový.
S opoziční smlouvou je spojena řada kauz. Vláda Miloše Zemana například bez výběrového řízení rozhodla o výstavbě dálnice D47. Výstavbu dálnice později prověřoval Nejvyšší kontrolní úřad. Ve své zprávě pak uvedl řadu nedostatků, které zakázku prodražily. Mezi další sporné aktivity patřil například plánovaný nákup letounů JAS-39 Gripen. Podle nezávislé organizace Transparency International mohla vláda jiným řešením ušetřit peníze.
Před volbami do Poslanecké sněmovny v roce 2006 Klaus, tehdy už jako prezident, vyzýval k úvahám o velké koalici.
Jako bonmot (satiricky) se význam sousloví často vysvětloval tak, že opoziční smlouvě se říká opoziční, protože je „o pozicích“. Hanlivě se označovala též jako oposmlouva (opo- konotuje význam 'opičí', srov. opočlověk).